# اس‌ام یوبی-۹۲
اس‌ام یوبی-۹۲ (به انگلیسی: SM UB-92) یک زیردریایی بود که طول آن ۵۵٫۵۲ متر (۱۸۲٫۲ فوت) بود. این زیردریایی در سال ۱۹۱۸ ساخته شد.